# Viste landsfiskalsdistrikt
Viste landsfiskalsdistrikt var 1918-1941 ett landsfiskalsdistrikt i Skaraborgs län, bildat när Sveriges indelning i landsfiskalsdistrikt trädde i kraft den 1 januari 1918, enligt beslut den 7 september 1917. När Sveriges nya indelning i landsfiskalsdistrikt trädde i kraft den 1 oktober 1941 (enligt kungörelsen den 28 juni 1941) upphörde landsfiskalsdistriktet och av dess ingående kommuner överfördes Bäreberg, Främmestad, Levene, Malma, Slädene och Sparlösa till Vara landsfiskalsdistrikt och Bjärby, Flakeberg, Grästorps köping, Hyringa, Längnum, Tengene och Trökörna till Grästorps landsfiskalsdistrikt.
Landsfiskalsdistriktet låg under länsstyrelsen i Skaraborgs län.

## Ingående områden

### Från 1918
Viste härad:
- Bjärby landskommun
- Bärebergs landskommun
- Flakebergs landskommun
- Främmestads landskommun
- Grästorps köping
- Hyringa landskommun
- Levene landskommun
- Längnums landskommun
- Malma landskommun
- Slädene landskommun
- Sparlösa landskommun
- Tengene landskommun
- Trökörna landskommun